# Immobilisation financière
Les  immobilisations financières sont des actifs financiers d'utilisation durable (non courants).
La classification des immobilisations financières varie en fonction des normes comptables utilisées. 

## Spécificités et enjeux

### Selon les normes internationales
Le bilan comptable sous normes IAS/IFRS(internationales) distingue les actifs courants et non courants. La classification des actifs financiers distingue ceux émis par l'entreprise, ceux disponibles à la vente, ceux détenus jusqu'à échéance et ceux de transaction.
Les immobilisations financières sont donc composées d'actifs financiers non courants comme les titres de participation, les autres titres détenus à long terme (+1 an) et les prêts et créances à long terme.

### Selon le plan comptable français
Le bilan comptable selon le plan comptable français distingue les immobilisations, de l'actif circulant (créances à court terme et stocks). Les immobilisations financières font partie des immobilisations.
Les immobilisations financières sont composées des participations, des créances rattachées à des participations, des titres immobilisés de l'activité de portefeuille (TIAP), des autres titres immobilisés et des prêts. Les valeurs mobilières de placement, instruments de trésorerie et autres  disponibilités de trésorerie ne sont pas inclus.
Par nature, la classification comptable française distingue ces immobilisations financières des valeurs mobilières qui sont des actifs financiers destinés à être vendus dans le cours de l'exercice.

### Enjeux des immobilisations financières
L'objectif de la classification des immobilisations financières est de représenter les titres faits pour durer dans l'entreprise. Ce sont donc des titres qui ont une finalité souvent tactique ou stratégique pour l'entreprise. Cette information peut être transmise aux tiers.

## Comptabilisation

### Comptabilisation selon les normes IAS/IFRS

#### Norme concernée
Les normes IAS 32 et 39 traitent des actifs financiers et donc des immobilisations financières.

#### Évaluation des immobilisations financières
Que ce soit une immobilisation financière ou un autre actif financier, il existe deux modes d'évaluation possibles en fonction du type de titre :
- Évaluation à la juste valeur (« fair value »):
Valeur de vente dans des conditions normales. Elle peut correspondre au cours de bourse, ou au prix de vente probable de négociation. Ce peut être l'actualisation des flux de trésorerie futurs.

On l'utilise pour les actifs financiers non stratégiques (de transaction, disponible à la vente dont le contrôle est <20 % et consolidé (ou non sur option)) destinés à être vendus.
- Évaluation au coût amorti :
C'est le coût d'acquisition (prix d'achat + frais d'acquisition), déduction faite d'une éventuelle dépréciation.
On l'utilise pour les autres actifs financiers.

### Comptabilisation selon le plan comptable français
Les immobilisations financières sont comptabilisées au prix d'acquisition + frais d'acquisition (en charge sur option).
- Titres de participation (compte 261) :
Titre qui contrôle au moins 10 % de l'entreprise, ou entrant dans le cadre d'une OPA, OPE.
Évalués à la valeur d'utilité (PCG 332.3).
Méthode d'évaluation d'inventaire utilisée (voir ci-dessous) : CUMP ou premier entré, premier sorti.

- Titres immobilisés de l'activité de portefeuille (TIAP, compte 273) :
Pas d'intervention dans la gestion de l'entreprise.
Investissement pour en tirer une rentabilité satisfaisante.
Évalués à la valeur de marché.
Méthode d'évaluation d'inventaire utilisée : CUMP (comptabilité) et premier entré, premier sorti (fiscalement).

- Autres titres immobilisés (autres comptes 276):
L'entreprise a l'intention de conserver les titres.
Il n'est pas possible de céder ces titres à court terme.
Évalués à la valeur probable de négociation.
Méthode d'évaluation d'inventaire utilisée : CUMP (comptabilité) et premier entré, premier sorti (fiscalement).

Pour les valeurs mobilières de placement qui ne sont pas des immobilisations mais des actifs financiers (compte 50):
L'entreprise cherche un gain à brève échéance.
Évalués à la valeur probable de négociation.
Méthode d'évaluation d'inventaire utilisée : CUMP (comptabilité) et premier entré, premier sorti (fiscalement).
Pour le coût unitaire moyen pondéré (CUMP), le coût unitaire de sortie est égal à la somme (de la valeur initiale + celles d'entrées en stock) divisé par la somme (de quantité initiale et celles d'entrées).
La méthode du Premier entré, premier sorti (FIFO, PEPS en français): Le coût unitaire de sortie d'un type de titre est égal à la valeur de l'article qui est entré en premier chronologiquement dans le portefeuille. Un titre entre à 10€ puis 20€, il sortira en premier à 10€.